# Canton de Jaunay-Marigny
Pour les articles homonymes, voir Jaunay (homonymie).
Le canton de Jaunay-Marigny, précédemment appelé canton de Jaunay-Clan, est un canton français situé dans le département de la Vienne et la région Nouvelle-Aquitaine.

## Histoire
Un nouveau découpage territorial de la Vienne entre en vigueur à l'occasion des premières élections départementales suivant le décret du 26 février 2014. Les conseillers départementaux sont, à compter de ces élections, élus au scrutin majoritaire binominal mixte. Les électeurs de chaque canton élisent au Conseil départemental, nouvelle appellation du Conseil général, deux membres de sexe différent, qui se présentent en binôme de candidats. Les conseillers départementaux sont élus pour 6 ans au scrutin binominal majoritaire à deux tours, l'accès au second tour nécessitant 12,5 % des inscrits au 1er tour. En outre la totalité des conseillers départementaux est renouvelée. Ce nouveau mode de scrutin nécessite un redécoupage des cantons dont le nombre est divisé par deux avec arrondi à l'unité impaire supérieure si ce nombre n'est pas entier impair, assorti de conditions de seuils minimaux. Dans la Vienne, le nombre de cantons passe ainsi de 38 à 19.
Le canton de Jaunay-Clan est formé de communes des anciens cantons de Vouneuil-sur-Vienne (1 commune), de Neuville-de-Poitou (3 communes) et de Saint-Georges-lès-Baillargeaux (4 communes). Avec ce redécoupage administratif, le territoire du canton s'affranchit des limites d'arrondissements, avec 1 communes incluses dans l'arrondissement de Châtellerault et 7 dans l'arrondissement de Poitiers. Le bureau centralisateur est situé à Jaunay-Clan.
À la suite du décret du 5 mars 2020, le canton prend le nom de son bureau centralisateur, Jaunay-Marigny.

## Représentation
| Période élective | Période élective | Mandat | Mandat   | Identité              | Nuance | Nuance | Qualité |
| ---------------- | ---------------- | ------ | -------- | --------------------- | ------ | ------ | --- |
| 2015             | 2021             | 2015   | 2021     | Francis Girault       |        | DVD    | Ancien maire de Jaunay-Clan Ancien conseiller général du Canton de Saint-Georges-les-Baillargeaux (1973-2015) |
| 2015             | 2021             | 2015   | 2021     | Karine Journeau Lafon |        | DVD    | Secrétaire de mairie, Chabournay                                                                              |
| 2021             | 2028             | 2021   | en cours | Valérie Chebassier    |        | DVD    | Directrice marketing Adjointe au maire de Saint-Martin-la-Pallu                                               |
| 2021             | 2028             | 2021   | en cours | Jérôme Neveux         |        | UDI    | Directeur de la communication du Futuroscope Maire de Jaunay-Marigny Président de l'UDI de la Vienne          |

À l'issue du 1er tour des élections départementales de 2015, deux binômes sont en ballotage : Francis Girault et Karine Journeau (DVD, 40,65 %) et Maryse Lacombe et Jean-Luc Rivière (FN, 25,39 %). Le taux de participation est de 49,36 % (7 931 votants sur 16 068 inscrits) contre 51,35 % au niveau départemental et 50,17 % au niveau national.
Au second tour, Francis Girault et Karine Journeau (DVD) sont élus avec 70,54 % des suffrages exprimés et un taux de participation de 49,22 % (4 973 voix pour 7 910 votants et 16 070 inscrits).

## Composition
Lors du redécoupage de 2014, le canton comprenait huit communes entières.
À la suite de la création des communes nouvelles de Beaumont Saint-Cyr, Jaunay-Marigny et Saint-Martin-la-Pallu au 1er janvier 2017, ainsi qu'au décret du 5 mars 2020, rattachant entièrement la commune nouvelle de Saint-Martin-la-Pallu au canton de Jaunay-Marigny, le canton comprend désormais six communes entières.
| Nom                                    | Code Insee | Intercommunalité  | Superficie (km2) | Population (dernière pop. légale) | Densité (hab./km2) | Modifier                                    |
| -------------------------------------- | ---------- | ----------------- | ---------------- | --------------------------------- | ------------------ | ------------------------------------------- |
| Jaunay-Marigny (bureau centralisateur) | 86115      | CU Grand Poitiers | 48,29            | 7 597 (2022)                      | 157                | modifier les données · modifier les données |
| Beaumont Saint-Cyr                     | 86019      | CU Grand Poitiers | 36,47            | 2 941 (2022)                      | 81                 | modifier les données · modifier les données |
| Chabournay                             | 86048      | CC du Haut Poitou | 5,84             | 1 258 (2022)                      | 215                | modifier les données · modifier les données |
| Dissay                                 | 86095      | CU Grand Poitiers | 23,71            | 3 143 (2022)                      | 133                | modifier les données · modifier les données |
| Saint-Georges-lès-Baillargeaux         | 86222      | CU Grand Poitiers | 33,90            | 4 345 (2022)                      | 128                | modifier les données · modifier les données |
| Saint-Martin-la-Pallu                  | 86281      | CC du Haut Poitou | 93,87            | 5 663 (2022)                      | 60                 | modifier les données · modifier les données |
| Canton de Jaunay-Marigny               | 8607       |                   | 242,08           | 24 947 (2022)                     | 103                | modifier les données                        |

## Démographie
En 2022, le canton comptait 24 947 habitants, en évolution de +12,72 % par rapport à 2016 (Vienne : +0,6 %, France hors Mayotte : +2,11 %).
| 2013   | 2018   | 2022   |
| ------ | ------ | ------ |
| 21 478 | 22 354 | 24 947 |